# Николаевка (Уярский район)
Николаевка — деревня в Уярском районе Красноярского края. Входит в состав Толстихинского сельсовета.

## География
Деревня находится в южной части края, в пределах Алтае-Саянского горнотаёжного района, на левом берегу реки Большая Авда, на расстоянии приблизительно 8 километров (по прямой) к юго-востоку от Уяра, административного центра района. Абсолютная высота — 365 метров над уровнем моря.
Климат
Климат характеризуется как резко континентальный, с продолжительной морозной зимой и коротким тёплым летом. Средняя температура воздуха самого тёплого месяца (июля) составляет 18,7 °C (абсолютный максимум — 38 °C); самого холодного (января) — −21 °C (абсолютный минимум — −48 °C). Продолжительность безморозного периода составляет в среднем 96 дней. Среднегодовое количество атмосферных осадков достигает 600 мм, из которых 317 мм выпадает в июле-августе.

## История
Основана в 1896 году. По данным 1926 года имелось 150 хозяйств и проживало 903 человека (432 мужчины и 471 женщина). В национальном составе населения того периода преобладали русские. Функционировала школа I ступени. В административном отношении являлась центром Николаевского сельсовета Уярского района Красноярского округа Сибирского края.

## Население
| 2010 |
| ---- |
| 164  |

Половой состав
По данным Всероссийской переписи населения 2010 года в гендерной структуре населения мужчины составляли 53,7 %, женщины — соответственно 46,3 %.
Национальный состав
Согласно результатам переписи 2002 года, в национальной структуре населения русские составляли 98 % из 240 чел.